# 航空、鐵道事故調查委員會 (日本)
航空、鐵道事故調查委員會（Aircraft and Railway Accidents Investigation Commission:ARAIC），日本國土交通省所屬審議會之一，簡稱「事故調」、「事故調委」等。成立目的為探究飛航、鐵道事故的原因，以及防止之後事故再起而實施必要調查。2008年10月，日本政府參考美國國家運輸安全委員會（NTSB）的制度，將航空、鐵道事故調查委員會與海難審判廳合併為運輸安全委員會，隸屬國土交通省的外局。

## 概要
由於1971年7月30日「全日空雫石事故」的前車之鑑，於是在1974年1月11日於運輸省下設置航空事故調查委員會。之後又因為2000年3月8日的營團地下鐵日比谷線事故之下，而於2001年10月1日改組為航空、鐵道事故調查委員會。
雖然因為必要性之下，科學的解析、根據現場的檢驗證據以及聽取相關人士的意見得採行外，畢竟其目的還是在防止事故再次發生、提高安全性，以及對相關機關提出建議與忠告，而且委員會不需追究相關人士的責任。因此委員會經常要採取公正、中立的立場。
但是，事故調查的重點仍然以警察、檢察官搜查業務上的過失傷害、過失致死罪與證據物件的保存及關係人的審問為優先。對於防止事故的再次發生，委員會由於是改良自如同美國國家運輸安全委員會（NTSB）的國土交通省而擁有獨立、較強權限的機關，關於不追究過失的刑事責任，以及必要容易取得事故的相關證詞等，委員會的意見也是根深蒂固的。

## 成為調查對象的事故

### 航空事故類
- 飛機的墜落、相撞或是火災
- 關於機上乘客的死傷或是物件的損壞
- 機上乘客的死亡（自然死亡除外。以前機上病死乘客也為調查對象）或是來路不明者
- 航行中的飛機遭受損傷的事件

### 鐵道事故類
- 列車相撞事故
- 列車脫軌事故
- 列車火災事故
- 其他事故（只限於乘客、列車員的死亡，以及五人以上的死傷等特例）
- 其他意外（可能被認定為事故的事件）

## 其他主題
- 運輸安全委員會

## 外部連結
- （日語）/（英文） 航空、鐵道事故調查委員會 (Archive)